# Cijferen
Cijferen is het op papier onder elkaar uitrekenen van rekenbewerkingen volgens vaste algoritmes om zodoende tot een juiste oplossing te komen. 
Het klassieke cijferen wordt gedaan van rechts naar links, waarbij er ofwel geleend of ingewisseld moet worden. Binnen de didactiek wordt het cijferen gerekend tot het functioneel rekenen. Binnen het realistisch rekenen is het kolomsgewijs rekenen meer gangbaar. In feite is dit echter ook een vorm van cijferen, maar dan van links naar rechts waarbij er tijdens het uitrekenen ook negatieve getallen ontstaan.
In het onderwijs wordt soms gebruikgemaakt van een abacus om het principe van het lenen en inwisselen concreet en visueel te maken voor de leerlingen. Kinderen leren zo dat cijfers in een getal, afhankelijk van hun positie, aantallen uit kunnen drukken in eenheden, tientallen, honderdtallen, etc.

## Afbeeldingen

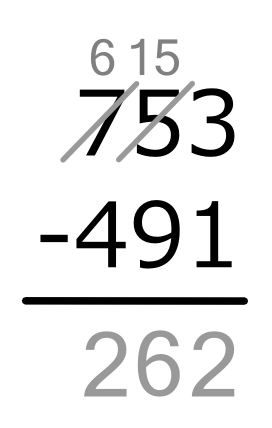
Cijferend aftrekken
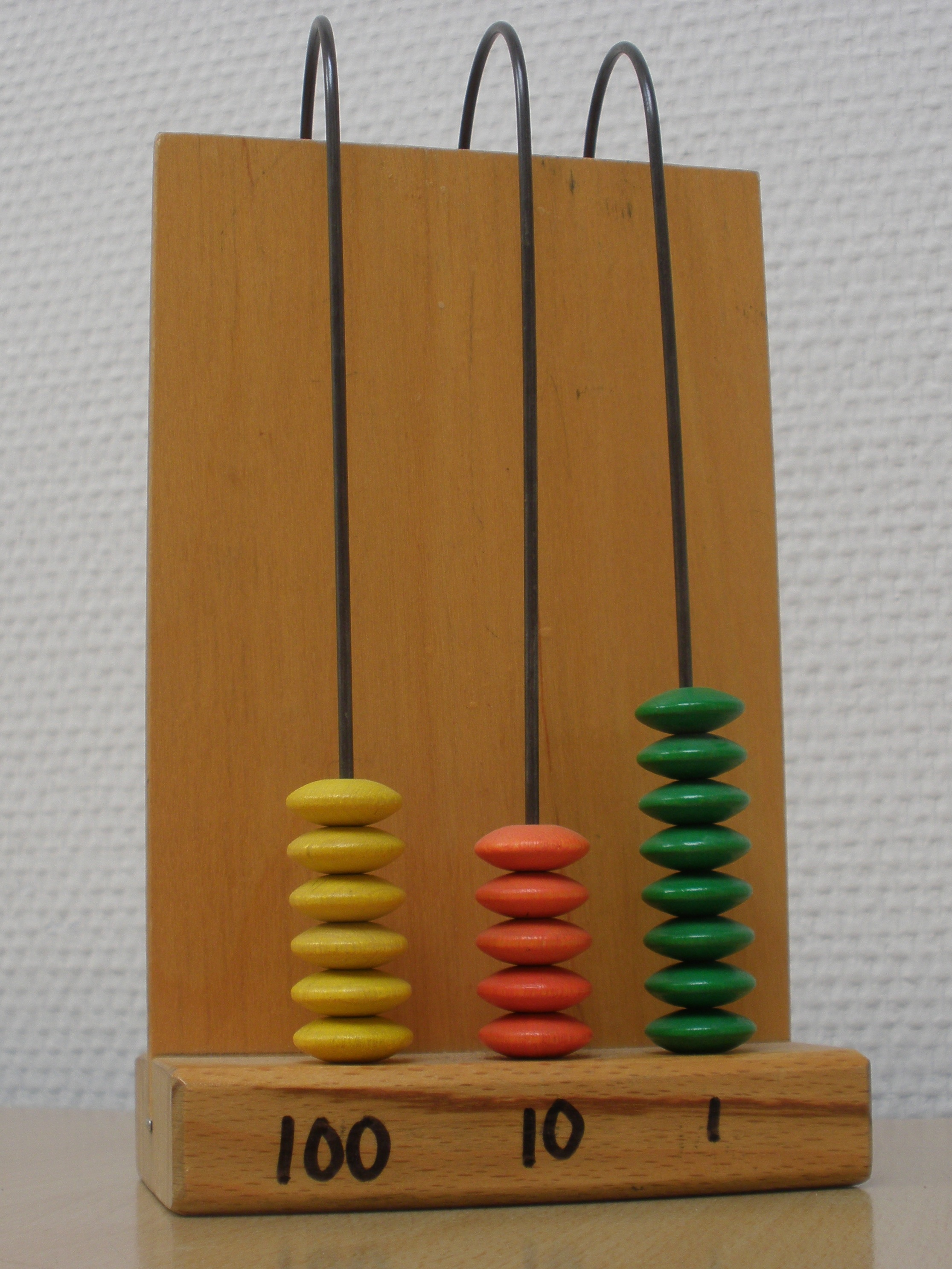
Een abacus maakt het cijferen concreet en visueel